# Gonanticlea sublustris
Gonanticlea sublustris är en fjärilsart som beskrevs av W. Warren 1903. Gonanticlea sublustris ingår i släktet Gonanticlea och familjen mätare. Inga underarter finns listade i Catalogue of Life.